# 9516 Inasan
9516 Inasan è un asteroide della fascia principale. Scoperto nel 1976, presenta un'orbita caratterizzata da un semiasse maggiore pari a 3,1912926 UA e da un'eccentricità di 0,2089242, inclinata di 2,43805° rispetto all'eclittica.